# Eustrotia arabica
Eustrotia arabica är en fjärilsart som beskrevs av Hüfnagel 1767. Eustrotia arabica ingår i släktet Eustrotia och familjen nattflyn. Inga underarter finns listade i Catalogue of Life.